# Alain Plessis
Alain Plessis, né le 30 mars 1932 à Paris et mort le 16 août 2010 dans la même ville, est un historien français.
Il a dirigé entre autres la collection de vulgarisation pour enfants et scolaires "Histoire Juniors" chez Hachette à partir des années 1980, qui traitait d'un personnage ou d'un événement historique dans chaque album d'une trentaine de pages dont la moitié illustrées et à couverture de fond à dominante orangée.

## Biographie
Ancien élève de l'École normale supérieure de la rue d'Ulm (1953 L), il devient attaché de recherche au CNRS puis maître-assistant et professeur à l'Université de Paris-VIII Vincennes (à Saint-Denis), ensuite à l'université Paris X Nanterre (émérite à partir de 2000).
Spécialiste du système bancaire français et du Second Empire, il a publié de nombreux articles et ouvrages sur ce sujet. Il fut à la base de la création de la Mission historique de la Banque de France.

## Publications
- Nouvelle histoire de la France contemporaine, t. 9 : De la fête impériale au mur des fédérés, 1852-1871, Paris, Éditions du Seuil, coll. « Points. Histoire » (no 109), 1973, 253 p. (présentation en ligne). Édition revue et mise à jour : Nouvelle histoire de la France contemporaine, t. 9 : De la fête impériale au mur des fédérés, 1852-1871, Paris, Éditions du Seuil, coll. « Points. Histoire » (no 109), 1979, 254 p. (ISBN 2-02-000669-3).
- Collection pédagogique illustrée "Histoire Juniors" chez Hachette "Encyclopédies et connaissances" à partir des années 1980 puis sur les étagères du fond de beaucoup de classes d'écoles voire collèges et de bibliothèques.
- Vive la crise et l'inflation ! (avec Jacques Marseille), Hachette, 1983.
- La Banque en France au XIXe siècle : recherches historiques, Genève, Droz, coll. « Travaux de sciences sociales » (no 27), 1970, 286 p. (ISBN 978-2-600-04058-7).
- La Banque de France sous le Second Empire, vol. 1 : La Banque de France et ses deux cents actionnaires sous le Second Empire, Genève, Droz, coll. « Travaux d'histoire éthico-politique » (no 40), 1985, X-294 p. (ISBN 978-2-600-03983-3, présentation en ligne), [présentation en ligne], [présentation en ligne].
- La Banque de France sous le Second Empire, vol. 2 : Régents et gouverneurs de la Banque de France sous le Second Empire, Genève, Droz, coll. « Travaux d'histoire éthico-politique » (no 44), 1985, 444 p. (présentation en ligne).
- La Banque de France sous le Second Empire, vol. 3 : La Politique de la Banque de France : de 1851 à 1870, Genève, Droz, coll. « Travaux d'histoire éthico-politique » (no 45), 1985, 354 p. (présentation en ligne).
- Histoires de la Banque de France, Paris, Albin Michel, coll. « Bibliothèque Albin Michel. Histoire / Histoire de la mission historique de la banque de France », 1998, 286 p. (ISBN 2-226-10075-X, présentation en ligne).
- Banques locales et banques régionales en France au XIXe siècle (avec Michel Lescure), Albin Michel, 1999.
- Banques locales et banques régionales en Europe au XXe siècle (avec Michel Lescure), 2004.